# Pseudorhaphitoma styracina
Pseudorhaphitoma styracina é uma espécie de gastrópode do gênero Pseudorhaphitoma, pertencente a família Mangeliidae.